# Bea (Spagna)
Bea è un comune spagnolo di 38 abitanti situato nella comunità autonoma dell'Aragona.